# Landgericht Wertingen
Das Landgericht Wertingen war ein Amt in Wertingen, das um 1768 entstand. Durch die Säkularisation 1802/03 kamen neue Gebiete zu Bayern hinzu und machten eine Verwaltungsneugliederung notwendig. Das Landgericht Wertingen wurde nun vergrößert und hatte ca. 16.000 Einwohner auf einem Gebiet von etwa 300 Quadratkilometern.

## Geschichte
Das Landgericht Wertingen setzte sich zunächst zusammen aus dem bisherigen Landgericht Wertingen, dem ehemaligen Pflegamt Westendorf des Hochstifts Augsburg, dem ehemaligen Obervogtamt Zusamaltheim des Domkapitels Augsburg, dem ehemaligen Obervogtamt Binswangen des Fürststifts Kempten, dem ehemaligen Oberamt des Klosters Fultenbach, dem ehemaligen Amt Altenmünster des Klosters Oberschönenfeld, dem ehemaligen Amt Pfaffenhofen des Kanonissenstifts St. Stephan in Augsburg, dem ehemaligen Pflegamt Thürheim des Klosters Kaisheim, dem Dorf Wengen (ehemals dem Kloster Sankt Ulrich und Afra in Augsburg gehörend), dem Pfarrdorf Hegnenbach (ehemals dem Kloster Heilig Kreuz in Augsburg gehörend) sowie weiterer kleinerer Besitzungen.

## Orte des Landgerichts
Das Landgericht Wertingen bestand Ende der 1830er Jahre aus folgenden unmittelbaren Gemeinden (mit Einwohnerzahlen): Affaltern 298, Biberbach 593, Binswangen 981, Bliensbach 207, Bocksberg 359, Buttenwiesen 731, Eisenbrechtshofen 172, Emersacker 533, Erlingen 237, Feigenhofen 178, Frauenstetten 212, Gottmannshofen 358, Hegnenbach 336, Herbertshofen 342, Hettlingen 140, Hirschbach 53, Hohenreichen 267, Kühlenthal 236, Langenreichen 387, Laugna 492, Lauterbrunn 286, Markt 326, Oberthürheim 268, Ostendorf 172, Pfaffenhofen 629, Prettelshofen 164, Rieblingen 304, Roggden 219, Sontheim 211, Unterthürheim 615, Villenbach 395, Wengen 215, Wertingen 1590, Westendorf 501, Wortelstetten 407, Zusamaltheim 481 und Zusamzell 200. Mittelbar gehörten noch Holzen mit Allmannshofen 475, Druisheim 329, Heretsried 280, Osterbuch 230 und Meitingen mit 235 Einwohnern dazu.

## Umwandlung der Landgerichte
Zum 1. Juli 1862 wurden die Bezirksämter in Bayern errichtet und die Trennung von Rechtspflege und Verwaltung vollzogen. Die Verwaltungsbehörden erhielten die Bezeichnung Bezirksamt. 1862 wurde aus dem Landgericht in administrativer Hinsicht das Bezirksamt Wertingen errichtet, die Rechtspflegeeinrichtungen führten die Bezeichnung Landgericht weiter bis zum 1. Januar 1879, als sie aufgrund des reichsweit geltenden Gerichtsverfassungsgesetzes in Amtsgerichte umgewandelt wurden. Das Amtsgericht Wertingen bestand von 1879 bis 1973.